# سیارک ۶۹۳۳
سیارک ۶۹۳۳ (به انگلیسی: 6933 Azumayasan، نامگذاری:1994YW) شش هزار و نهصد و سی و سومین سیارک کشف شده‌است که در ۲۸ دسامبر ۱۹۹۴ کشف شد.